# Kevin Schwantz
Kevin Schwantz (Houston, 19 giugno 1964) è un pilota motociclistico statunitense, vincitore nel 1993 della classe 500 nel motomondiale.

## Carriera
A tre anni sale per la prima volta su una moto (i suoi genitori erano proprietari di una concessionaria), portato in Europa da Freddie Spencer che disse di lui: "È un fenomeno che va più forte di tutti, e se impara a concludere le gare può vincere cinque titoli mondiali". Schwantz infatti fin da giovanissimo era solito spingere oltre il limite, cadendo spesso per terra senza concludere tutto il Gran Premio. Debuttò in Europa nel 1986, gareggiando nel Transatlantic Trophy e correndo alcune gare nel motomondiale.
Inizialmente attratto dal motocross, passione questa che gli venne fomentata dallo zio, nel 1983 ha un pauroso incidente che gli compromette la carriera in questa specialità. Sconsolato ha tuttavia l'opportunità di fare dei provini con le scuderie motociclistiche. Con la Yamaha corre la gara di Daytona nel 1986 arrivando secondo dietro Eddie Lawson, e sempre in sella allo stesso motociclo partecipa con bravura al campionato AMA, senza tuttavia mai vincerlo.
Passato poi al motomondiale, viene scelto dalla Suzuki dove corre subito nella classe 500, nelle stagioni 1986 ed 1987. Degno di nota il fatto che durante il suo debutto, ad Assen, tra prove e gara cadde ben tre volte. Nella stagione 1988 vince l'inaugurale Gran Premio del Giappone ed il successivo Gran Premio di Germania, ma nella classifica finale non andò più in là dell'ottavo posto. Terminata la stagione del motomondiale, nel novembre 1988 conquista il Gran Premio motociclistico di Macao, che si disputa ininterrottamente dal 1967 sul pericoloso tracciato cittadino di Macao. L'anno seguente vince ben sei gare del mondiale (quelle disputate in Giappone, Austria, Jugoslavia, Gran Bretagna e Brasile) ma si deve accontentare della quarta piazza.
Soprannominato "pilota kamikaze" per il suo stile aggressivo e funambolico, egli non possedeva una tecnica sopraffina ma sopperiva a questa mancanza con agilità, grip e frenata, specialità quest'ultima in cui era un maestro e che gli permetteva di realizzare grandi "staccate"; famosa è quella vista ad Hockenheim, nel 1991, ai danni di Wayne Rainey. Il suo stile di guida, che risentiva del suo passato nel motocross, gli imponeva di pestare sulla pedana esterna alla curva, andando quindi in maniera veloce, ma rischiando in ogni caso la caduta: questa vocazione alla spettacolarità gli fece attribuire altri nomignoli, tra cui "pilota impossibile", "esempio da non seguire" o, più semplicemente, "testa calda".
Nel 1990 Schwantz arriva primo in cinque occasioni e con 188 punti è vicecampione della classe regina alle spalle di Wayne Rainey. Nel 1991 è terzo con lo stesso numero di vittorie, superato in questo caso anche dall'asso emergente Mick Doohan. Il 1992 è un anno piuttosto opaco, ma il successo (unico della stagione) conseguito nel Gran Premio d'Italia al Mugello contribuisce non poco ad aumentare la sua popolarità tra gli italiani.
Il 1993 il titolo fu esclusivamente una lotta a due tra Schwantz e Rainey: il texano ottenne quattro vittorie e salì sempre sul podio nelle prime nove gare stagionali, ritrovandosi saldamento in testa al campionato, ma un ritiro e un anonimo 5º posto nei due Gran Premi successivi a Donington e a Brno permisero al rivale di recuperare lo svantaggio e di superarlo in classifica, a tre gare dalla fine. Alla terz’ultima gara, sul circuito di Santamonica, Rainey cadde e subì un terribile infortunio alla spina dorsale, che gli provocò la paralisi alle gambe e ponendo fine alla sua carriera. Schwantz, terzo in gara, tornò in testa al mondiale e conquistò matematicamente il titolo per la prima volta, poiché solamente il rivale era ancora in grado di raggiungerlo in classifica.
Schwantz è uno dei primi sportivi ad avere un ottimo rapporto con la stampa: nessun giornalista tornava a casa senza un'intervista, e ciò gli permise di essere sempre difeso dai mass-media. Nel 1994 vince due gare (in Giappone, suo circuito preferito, ed in Gran Bretagna) ma deve cedere alla strapotenza di Doohan. Un infortunio capitatogli al polso destro gli impedisce dapprima di terminare la stagione 1995 e poi gli impose il ritiro dal motociclismo professionistico. Il ritiro è stato annunciato in lacrime al Circuito del Mugello.
In segno di rispetto, la Federazione Internazionale Motociclismo ha ritirato il suo numero, il 34, dalle carene delle moto partecipanti al mondiale nella classe regina.
Dal 1996 al 2002 Kevin Schwantz si dedica al campionato NASCAR, correndo 18 gare e vincendone due. Attualmente egli risiede ad Atlanta dove insegna le tecniche di guida per motociclismo in una scuola specializzata.
A tutt'oggi, nel suo attuale ruolo di consulente e uomo immagine della Suzuki, Schwantz ha mantenuto la sua indole estremamente disponibile nei confronti di giornalisti e spesso anche di semplici appassionati. Prende spesso parte alle presentazioni stampa del marchio di Hamamatsu, segnatamente delle moto supersportive, scendendo in pista assieme ai giornalisti ed ai tester per gli immancabili turni di prove e le sessioni fotografiche e rispondendo, con estrema pazienza, a tutte le loro domande.
Il 6 novembre 2011, in occasione del Gran Premio motociclistico di Valencia, a Kevin è stata affidata la moto di Marco Simoncelli, per effettuare il giro d'onore in ricordo del pilota scomparso nel precedente Gran Premio della Malesia, in compagnia di tutti i piloti del motomondiale.
Nel luglio del 2013 all'età di 49 anni, passati quasi diciotto anni dall'annuncio del ritiro, torna a correre in una competizione professionistica, partecipando alla 8 ore di Suzuka con la Suzuki GSX-R 1000 del team Kagayama, riuscendo ad arrivare al terzo posto della gara, alternandosi alla guida della moto con Yukio Kagayama e Noriyuki Haga.

## Risultati nel motomondiale
| 1986 | Classe | Moto   |  |  |  |  |  |     |    |  |  |  |    |    |  |  |  | Punti | Pos. |
| ---- | ------ | ------ |  |  |  |  |  | --- | -- |  |  |  | -- | -- |  |  |  | ----- | ---- |
| 1986 | 500    | Suzuki |  |  |  |  |  | Rit | 10 |  |  |  | 10 | NE |  |  |  | 2     | 22º  |

| 1987 | Classe | Moto   |  |   |  |   |  |  |  |   |  |  |  |  |  |  |  | Punti | Pos. |
| ---- | ------ | ------ |  | - |  | - |  |  |  | - |  |  |  |  |  |  |  | ----- | ---- |
| 1987 | 500    | Suzuki |  | 5 |  | 8 |  |  |  | 9 |  |  |  |  |  |  |  | 11    | 16º  |

| 1988 | Classe | Moto   |   |   |     |     |   |   |   |   |     |  |   |     |    |     |   | Punti | Pos. |
| ---- | ------ | ------ | - | - | --- | --- | - | - | - | - | --- |  | - | --- | -- | --- | - | ----- | ---- |
| 1988 | 500    | Suzuki | 1 | 5 | Rit | Rit | 4 | 1 | 4 | 8 | Rit |  | 3 | Rit | 12 | Rit | 3 | 119   | 8º   |

| 1989 | Classe | Moto   |   |     |   |     |       |     |   |   |     |   |   |   |     |   |   | Punti | Pos. |
| ---- | ------ | ------ | - | --- | - | --- | ----- | --- | - | - | --- | - | - | - | --- | - | - | ----- | ---- |
| 1989 | 500    | Suzuki | 1 | Rit | 2 | Rit | [ 6 ] | Rit | 1 | 1 | Rit | 2 | 2 | 1 | Rit | 1 | 1 | 162,5 | 4º   |

| 1990 | Classe | Moto   |   |     |   |   |   |   |   |   |   |   |   |     |     |   |     | Punti | Pos. |
| ---- | ------ | ------ | - | --- | - | - | - | - | - | - | - | - | - | --- | --- | - | --- | ----- | ---- |
| 1990 | 500    | Suzuki | 3 | Rit | 3 | 2 | 1 | 1 | 2 | 1 | 7 | 1 | 1 | Rit | Rit | 3 | Rit | 188   | 2º   |

| 1991 | Classe | Moto   |   |   |   |     |   |   |   |   |   |   |   |   |   |   |  | Punti | Pos. |
| ---- | ------ | ------ | - | - | - | --- | - | - | - | - | - | - | - | - | - | - |  | ----- | ---- |
| 1991 | 500    | Suzuki | 1 | 5 | 3 | Rit | 7 | 1 | 3 | 4 | 1 | 4 | 1 | 2 | 5 | 1 |  | 204   | 3º   |

| 1992 | Classe | Moto   |   |   |  |   |   |   |   |     |   |     |     |   |   |  |  | Punti | Pos. |
| ---- | ------ | ------ | - | - |  | - | - | - | - | --- | - | --- | --- | - | - |  |  | ----- | ---- |
| 1992 | 500    | Suzuki | 3 | 4 |  | 4 | 1 | 4 | 2 | Rit | 4 | Rit | Rit | 7 | 5 |  |  | 99    | 4º   |

| 1993 | Classe | Moto   |   |   |   |   |   |   |   |   |   |     |   |   |   |   |  | Punti | Pos. |
| ---- | ------ | ------ | - | - | - | - | - | - | - | - | - | --- | - | - | - | - |  | ----- | ---- |
| 1993 | 500    | Suzuki | 1 | 3 | 2 | 1 | 1 | 2 | 1 | 3 | 2 | Rit | 5 | 3 | 4 | 3 |  | 248   | 1º   |

| 1994 | Classe | Moto   |   |   |   |   |   |   |   |   |     |   |   |    |  |  |  | Punti | Pos. |
| ---- | ------ | ------ | - | - | - | - | - | - | - | - | --- | - | - | -- |  |  |  | ----- | ---- |
| 1994 | 500    | Suzuki | 4 | 6 | 1 | 2 | 2 | 2 | 5 | 3 | Rit | 1 | 7 | NP |  |  |  | 169   | 4º   |

| 1995 | Classe | Moto   |   |   |   |  |  |  |  |  |  |  |  |  |  |  |  | Punti | Pos. |
| ---- | ------ | ------ | - | - | - |  |  |  |  |  |  |  |  |  |  |  |  | ----- | ---- |
| 1995 | 500    | Suzuki | 5 | 4 | 6 |  |  |  |  |  |  |  |  |  |  |  |  | 34    | 15º  |

| Legenda | 1º posto        | 2º posto            | 3º posto            | A punti      | Senza punti        | Grassetto – Pole position Corsivo – Giro più veloce |
| Legenda | Gara non valida | Non qual./Non part. | Ritirato/Non class. | Squalificato | '-' Dato non disp. | Grassetto – Pole position Corsivo – Giro più veloce |